# Ferry Kikai (Schiff, 2015)
Die Ferry Kikai (japanisch フェリーきかい) ist ein 2015 in Dienst gestelltes Fährschiff der japanischen Reederei Amami Kaiun. Sie steht auf der Strecke von Kagoshima nach Kikaijima, Amami-Ōshima, Tokunoshima und Okinoerabu-jima im Einsatz.

## Geschichte
Die Ferry Kikai wurde am 16. Juni 2014 unter der Baunummer 1181 in der Werft von Mitsubishi Heavy Industries in Shimonoseki auf Kiel gelegt und lief am 13. November 2014 vom Stapel. Nach ihrer Ablieferung an Amami Kaiun am 26. Februar 2015 nahm sie am 5. März 2015 den Fährdienst zwischen Kagoshima, Kikaijima, Amami-Ōshima, Tokunoshima und Okinoerabu-jima auf. Sie ersetzte hierbei ihre 1995 in Dienst gestellte Namensvorgängerin Ferry Kikai, die anschließend nach Südkorea verkauft wurde.
Im Vergleich zu ihrer Vorgängerin ist die Ferry Kikai kleiner und verfügt auch über eine geringere Gesamtanzahl an Passagieren und Fahrzeugen.
Nur einen Monat nach Indienststellung erlitt das Schiff am 10. April 2015 während einer Überfahrt einen Ausfall der Steuerbord-Hauptmaschine. Ursache hierfür war ein von nicht korrekt montierter Verbindungsbolzen.
Die Passagierunterkünfte der Ferry Kikai reichen von Schlafsälen über Großraumkabinen bis hin zu Privatkabinen verschiedener Größen und Ausstattung im japanischen oder westlichen Einrichtungsstil. Die teuerste Kabine an Bord ist die Erste-Klasse-Kabine für zwei Personen. Zur Einrichtung an Bord des Schiffes gehören ein Restaurant, eine Lobby mit Sitzmöglichkeiten, eine Raucherecke, ein Wickelraum und barrierefreie Toiletten. Haustiere können in eigens hierfür eingerichteten Bereich untergebracht werden.